# توپ طلای ۱۹۷۰
توپ طلای ۱۹۷۰ (فرانسوی: 1970 Ballon d'Or‎) ۱۵مین رویداد سالیانهٔ توپ طلا بود که از سوی مجلهٔ فرانس فوتبال به بهترین بازیکن فوتبال در سال ۱۹۷۰ اعطا گردید که در این سال، گرد مولر برندهٔ توپ طلا شد.

## رتبه‌بندی
| ردیف | نام                | باشگاه                         | ملیت                             | امتیاز |
| ---- | ------------------ | ------------------------------ | -------------------------------- | ------ |
| ۱    | گرد مولر           | باشگاه فوتبال بایرن مونیخ      | آلمان غربی                       | ۷۷     |
| ۲    | بابی مور           | باشگاه فوتبال وستهام یونایتد   | انگلستان                         | ۷۰     |
| ۳    | لوئیجی ریوا        | باشگاه فوتبال کالیاری          | ایتالیا                          | ۶۵     |
| ۴    | فرانتس بکن‌باوئر    | باشگاه فوتبال بایرن مونیخ      | آلمان غربی                       | ۳۲     |
| ۵    | ولفگانگ اویرات     | باشگاه فوتبال کلن              | آلمان غربی                       | ۲۹     |
| ۶    | دراگان دزاجیچ      | باشگاه فوتبال ستاره سرخ بلگراد | جمهوری فدرال سوسیالیستی یوگسلاوی | ۲۴     |
| ۷    | یوهان کرایف        | باشگاه فوتبال آژاکس آمستردام   | هلند                             | ۱۳     |
| ۸    | گوردون بنکس        | باشگاه فوتبال استوک سیتی       | انگلستان                         | ۸      |
| ۸    | ساندرو مازولا      | باشگاه فوتبال اینتر میلان      | ایتالیا                          | ۸      |
| 10   | Rinus Israël       | باشگاه فوتبال فاینورد          | هلند                             | ۷      |
| 10   | جانی ریورا         | باشگاه فوتبال آ.ث. میلان       | ایتالیا                          | ۷      |
| 10   | اووه زلر           | باشگاه فوتبال هامبورگ          | آلمان غربی                       | ۷      |
| 10   | آلبرت شسترنیوف     | باشگاه فوتبال زسکا مسکو        | اتحاد جماهیر شوروی               | ۷      |
| ۱۴   | آنجلو دومنگینی     | باشگاه فوتبال کالیاری          | ایتالیا                          | ۴      |
| ۱۴   | اوه کیندوال        | باشگاه فوتبال فاینورد          | سوئد                             | ۴      |
| ۱۴   | فرانسیس لی         | باشگاه فوتبال منچستر سیتی      | انگلستان                         | ۴      |
| ۱۴   | Willem van Hanegem | باشگاه فوتبال فاینورد          | هلند                             | ۴      |
| ۱۸   | آلن جیمز بال       | باشگاه فوتبال اورتون           | انگلستان                         | ۳      |
| ۱۸   | تری کوپر           | باشگاه فوتبال لیدز یونایتد     | انگلستان                         | ۳      |
| ۱۸   | جاچینتو فاکتی      | باشگاه فوتبال اینتر میلان      | ایتالیا                          | ۳      |
| ۱۸   | جف هرست            | باشگاه فوتبال وستهام یونایتد   | انگلستان                         | ۳      |
| ۲۲   | اوزه‌بیو            | باشگاه فوتبال بنفیکا           | پرتغال                           | ۲      |
| ۲۲   | یوسیپ اسکوبلار     | باشگاه فوتبال المپیک مارسی     | جمهوری فدرال سوسیالیستی یوگسلاوی | ۲      |
| 24   | Cornel Dinu        | باشگاه فوتبال دینامو بخارست    | رومانی                           | ۱      |
| 24   | ژان ژورکائف        | باشگاه فوتبال پاری سن ژرمن     | فرانسه                           | ۱      |
| 24   | Florea Dumitrache  | باشگاه فوتبال دینامو بخارست    | رومانی                           | ۱      |
| 24   | Franz Hasil        | باشگاه فوتبال فاینورد          | اتریش                            | ۱      |
| 24   | هانس-یورگن کرایشه  | باشگاه فوتبال دینامو درسدن     | آلمان شرقی                       | ۱      |
| 24   | کارلس رکساچ        | باشگاه فوتبال بارسلونا         | اسپانیا                          | ۱      |